# Spearville
Spearville is een plaats (city) in de Amerikaanse staat Kansas, en valt bestuurlijk gezien onder Ford County.

## Demografie
Bij de volkstelling in 2000 werd het aantal inwoners vastgesteld op 813.
In 2006 is het aantal inwoners door het United States Census Bureau geschat op 872, een stijging van 59 (7,3%).

## Geografie
Volgens het United States Census Bureau beslaat de plaats een oppervlakte van
1,6 km², geheel bestaande uit land. Spearville ligt op ongeveer 750 m boven zeeniveau.

## Plaatsen in de nabije omgeving
De onderstaande figuur toont nabijgelegen plaatsen in een straal van 32 km rond Spearville.